# Rymdpromenaden

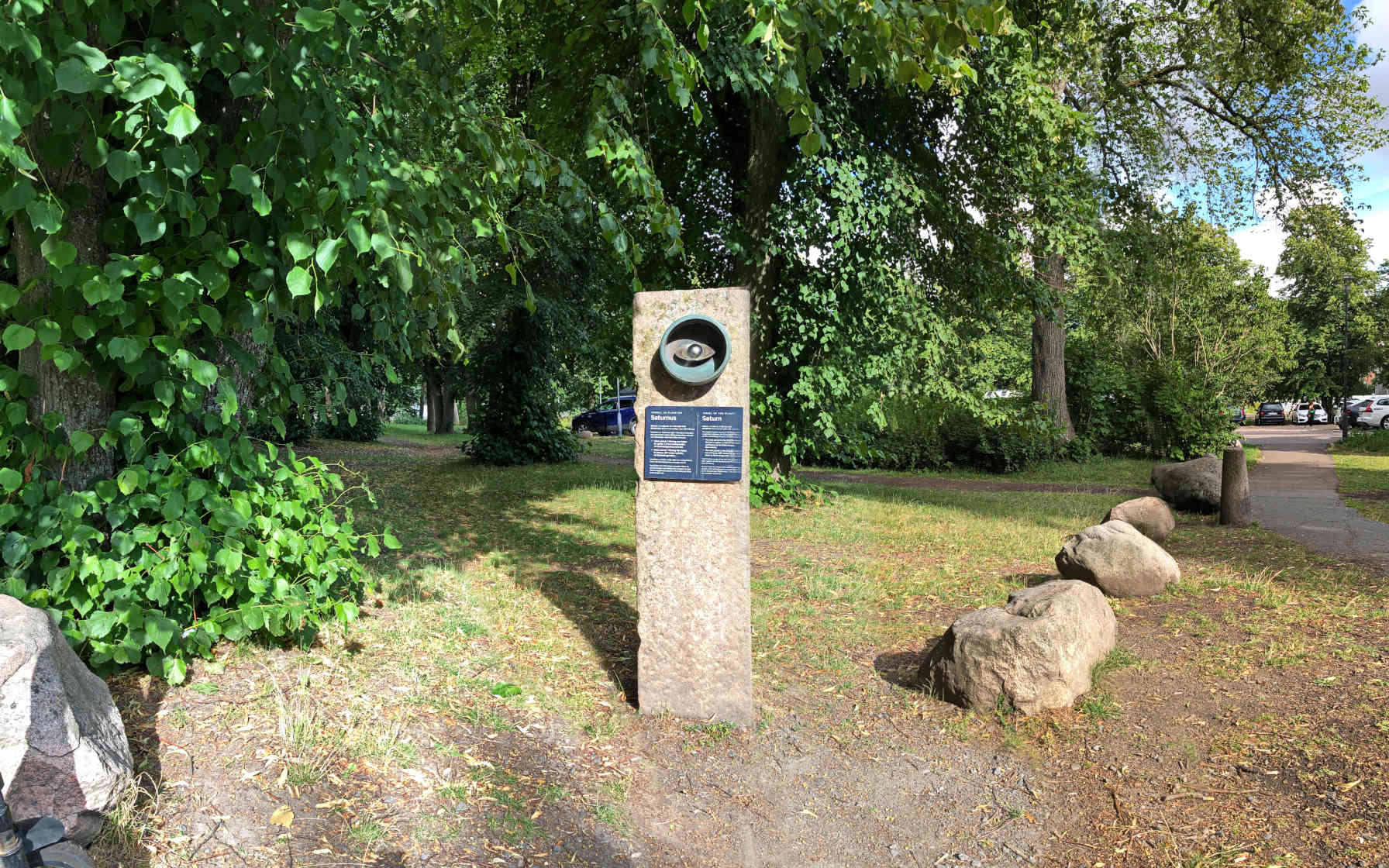
Rymdpromenadens modell av Saturnus

Rymdpromenaden är en modell över solsystemet i skala 1:2 000 000 000 (1 till 2 miljarder) som sträcker sig från entrén till Naturhistoriska museet, Göteborg till Tenngruvan i Högsbo industriområde.

## Historik
Rymdpromenaden invigdes 1978 och var ett samarbete mellan museet och Göteborgs Posten.

## Modellerna
Respektive planet i solsystemet representeras av en skalenlig modell monterad inom en ram av koppar vilken i sin tur är fastsatt på ett cirka 1,5 meter högt granitblock. Under varje modell finns en skylt som talar om vilken planet modellen representerar samt riktning och hur långt det är att gå till grannplaneterna.
Modellerna är placerade på skalenligt avstånd där planetbanorna skär vägar och gångstigar i Slottsskogen och Änggården.

Placering av Rymdpromenadens planetmodeller.

## Placeringarna
Modellerna av Merkurius, Venus, Jorden och Mars står längs uppfarten från Slottsskogen upp till Göteborgs naturhistoriska museum.
Modellen av Jupiter står längs gångvägen in till Slottsskogens observatorium, som utgår från August Kobbs stig.
Modellen av Saturnus står mitt emot restaurang Belparc, alldeles intill ingången till Slottsskogen.
Modellen av Uranus står längs infarten till Slottsskogsvallen.
Modellen av Neptunus står längs gångstigen som går utmed Axelmossen uppe i Änggårdsbergen.
Modellen av Pluto stod längs stigen till det gamla pegmatitbrottet i Högsbo. Numera är Pluto borttagen och stigen avstängd.

## Promenaden
Om man utgår från modellen av Solen bredvid entrén till Naturhistoriska museet och passerar planeterna i ordning från Solen till Pluto, blir det en promenad på cirka 6,5 km. Fågelvägen från entrén Göteborgs naturhistoriska museum till modellen av Pluto är avståndet cirka 3,5 km.